# Steganotaenia commiphoroides
Steganotaenia commiphoroides – gatunek roślin z rodziny selerowatych. Występuje na Półwyspie Somalijskim (południowo-wschodnia Etiopia i Somalia). Rośnie na terenach pustynnych i w lasach kserofitycznych. Na czerwonej liście gatunków zagrożonych IUCN ma status gatunku bliskiego zagrożeniu.